# Виктор II (папа)
Папа Виктор II (на латински: Victor.PP.II), роден Гехарт фон Кал (на немски: Gebhart von Calw) е глава на Католическата църква, 153-тия папа в Традиционното броене, един от поредица германски папи реформатори.